# Kabinet-Draghi
Het kabinet-Draghi (Italiaans: governo Draghi) is de Italiaanse regering die op 13 februari 2021 geïnstalleerd werd onder de leiding van ex-bankier Mario Draghi. Na de parlementsverkiezingen van 25 september 2022 werd het op 22 oktober opgevolgd door het kabinet-Meloni.

## Kabinet-Draghi (2021–2022)
| Ambtsbekleder | Ambtsbekleder        | Ambtsbekleder               | Functie                                                | Ambtstermijn     | Ambtstermijn    | Partij        |
| ------------- | -------------------- | --------------------------- | ------------------------------------------------------ | ---------------- | --------------- | ------------- |
|               | Mario Draghi         | Mario Draghi (1947)         | Premier                                                | 13 februari 2021 | 22 oktober 2022 | O             |
|               | Roberto Garofoli     | Roberto Garofoli (1966)     | Secretaris- generaal                                   | 13 februari 2021 | 22 oktober 2022 | O             |
|               | Luciana Lamorgese    | Luciana Lamorgese (1953)    | Minister van Binnenlandse Zaken                        | 5 september 2019 | 22 oktober 2022 | O             |
|               | Luigi Di Maio        | Luigi Di Maio (1986)        | Minister van Buitenlandse Zaken                        | 5 september 2019 | 22 oktober 2022 | M5S (2019–22) |
|               | Luigi Di Maio        | Luigi Di Maio (1986)        | Minister van Buitenlandse Zaken                        | 5 september 2019 | 22 oktober 2022 | IpF (2022)    |
|               | Daniele Franco       | Daniele Franco (1953)       | Minister van Financiën                                 | 13 februari 2021 | 22 oktober 2022 | O             |
|               | Marta Cartabia       | Marta Cartabia (1963)       | Minister van Justitie                                  | 13 februari 2021 | 22 oktober 2022 | O             |
|               | Giancarlo Giorgetti  | Giancarlo Giorgetti (1966)  | Minister van Economische Zaken                         | 13 februari 2021 | 22 oktober 2022 | LN            |
|               | Lorenzo Guerini      | Lorenzo Guerini (1966)      | Minister van Defensie                                  | 13 februari 2021 | 22 oktober 2022 | DP            |
|               | Roberto Speranza     | Roberto Speranza (1979)     | Minister van Volksgezondheid                           | 5 september 2019 | 22 oktober 2022 | Art.1         |
|               | Andrea Orlando       | Andrea Orlando (1969)       | Minister van Arbeid en Sociale Zaken                   | 13 februari 2021 | 22 oktober 2022 | DP            |
|               | Patrizio Bianchi     | Patrizio Bianchi (1952)     | Minister van Onderwijs                                 | 13 februari 2021 | 22 oktober 2022 | O             |
|               | Maria Cristina Messa | Maria Cristina Messa (1961) | Minister van Hoger Onderwijs en Wetenschap             | 13 februari 2021 | 22 oktober 2022 | O             |
|               | Enrico Giovannini    | Enrico Giovannini (1957)    | Minister van Transport en Infrastructuur               | 13 februari 2021 | 22 oktober 2022 | O             |
|               | Stefano Patuanelli   | Stefano Patuanelli (1974)   | Minister van Landbouw                                  | 13 februari 2021 | 22 oktober 2022 | M5S           |
|               | Roberto Cingolani    | Roberto Cingolani (1961)    | Minister van Milieu                                    | 13 februari 2021 | 22 oktober 2022 | O             |
|               | Dario Franceschini   | Dario Franceschini (1958)   | Minister van Cultuur                                   | 5 september 2019 | 22 oktober 2022 | DP            |
|               | Massimo Garavaglia   | Massimo Garavaglia (1968)   | Minister van Toerisme                                  | 13 februari 2021 | 22 oktober 2022 | LN            |
|               | Federico D'Incà      | Federico D'Incà (1976)      | Minister voor Parlementaire Betrekkingen               | 5 september 2019 | 22 oktober 2022 | M5S (2019–22) |
|               | Federico D'Incà      | Federico D'Incà (1976)      | Minister voor Parlementaire Betrekkingen               | 5 september 2019 | 22 oktober 2022 | O (2022)      |
|               | Renato Brunetta      | Renato Brunetta (1950)      | Minister voor Publieke Diensten                        | 13 februari 2021 | 22 oktober 2022 | FI (2021–22)  |
|               | Renato Brunetta      | Renato Brunetta (1950)      | Minister voor Publieke Diensten                        | 13 februari 2021 | 22 oktober 2022 | O (2022)      |
|               | Vittorio Colao       | Vittorio Colao (1961)       | Minister voor Digitale Ontwikkeling                    | 13 februari 2021 | 22 oktober 2022 | O             |
|               | Mariastella Gelmini  | Mariastella Gelmini (1973)  | Minister voor Regionale Zaken                          | 13 februari 2021 | 22 oktober 2022 | FI (2021–22)  |
|               | Mariastella Gelmini  | Mariastella Gelmini (1973)  | Minister voor Regionale Zaken                          | 13 februari 2021 | 22 oktober 2022 | AZE (2022)    |
|               | Mara Carfagna        | Mara Carfagna (1975)        | Minister voor Zuid-Italië en Territoriale Ontwikkeling | 13 februari 2021 | 22 oktober 2022 | FI (2021–22)  |
|               | Mara Carfagna        | Mara Carfagna (1975)        | Minister voor Zuid-Italië en Territoriale Ontwikkeling | 13 februari 2021 | 22 oktober 2022 | AZE           |
|               | Elena Bonetti        | Elena Bonetti (1974)        | Minister voor Gelijkheid en Familiezaken               | 13 februari 2021 | 22 oktober 2022 | IV            |
|               | Fabiana Dadone       | Fabiana Dadone (1984)       | Minister voor Jeugdzaken                               | 13 februari 2021 | 22 oktober 2022 | M5S           |
|               | Erika Stefani        | Erika Stefani (1971)        | Minister voor Gehandicapten en Mindervaliden Beleid    | 13 februari 2021 | 22 oktober 2022 | LN            |

De Gasperi II · De Gasperi III · De Gasperi IV · De Gasperi V · De Gasperi VI · De Gasperi VII · De Gasperi VIII · Pella · Fanfani I · Scelba · Segni I · Zoli · Fanfani II · Segni II · Tambroni · Fanfani III · Fanfani IV · Leone I · Moro I · Moro II · Moro III · Leone II · Rumor I · Rumor II · Rumor III · Colombo · Andreotti I · Andreotti II · Rumor IV · Rumor V · Moro IV · Moro V · Andreotti III · Andreotti IV · Andreotti V · Cossiga I · Cossiga II · Forlani · Spadolini I · Spadolini II · Fanfani V · Craxi I · Craxi II · Fanfani VI · Goria · De Mita · Andreotti VI · Andreotti VII · Amato I · Ciampi · Berlusconi I · Dini · Prodi I · D'Alema I · D'Alema II · Amato II · Berlusconi II · Berlusconi III · Prodi II · Berlusconi IV · Monti · Letta · Renzi · Gentiloni · Conte I · Conte II · Draghi · Meloni